# Estiva Gerbi
Estiva Gerbi is een gemeente in de Braziliaanse deelstaat São Paulo. De gemeente telt 9.657 inwoners (schatting 2009).

## Aangrenzende gemeenten
De gemeente grenst aan Espírito Santo do Pinhal en Mogi Guaçu.

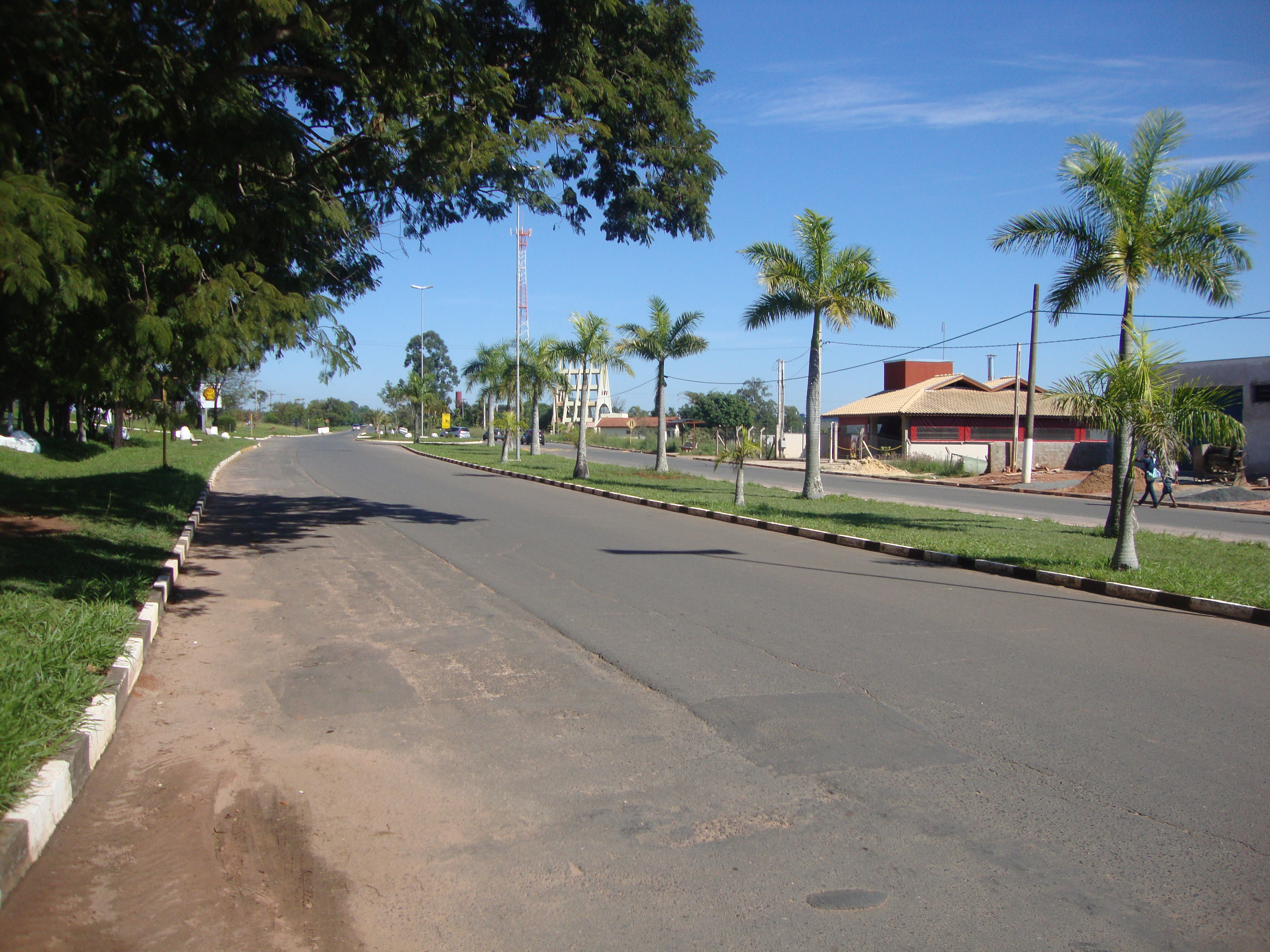
Hoofdstraat van Estiva Gerbi